# Green-Eyed Lady
Green-Eyed Lady es una canción de rock psicodélico de los años 1970 de la banda Sugarloaf. Fue escrita por los miembros de la banda Jerry Corbetta y Dave Riordan, y se publicó como primer sencillo y posteriormente en su álbum debut Sugarloaf. Alcanzó el número tres en el Billboard Hot 100 en 1970 y el número uno durante dos semanas en la revista canadiense RPM. De acuerdo a la clasificación de Last.fm sigue siendo la canción más popular de la banda, siendo incluida en decenas de discos recopilatorios.

## Crítica
El sencillo recibió críticas generalmente positivas.

## La canción en el cine
La canción aparece en la película de 1997 Home Alone 3.

## Otras versiones
La canción ha sido interpretada por Pat Travers y por My Sister’s Machine.